# Bartolomeo Giuliano
Pour les articles homonymes, voir Giuliano.
Bartolomeo Giuliano, né le 15 août 1825 à Suse et mort le 12 avril 1909 à Milan, est un peintre italien.

## Biographie
Né en 1825 à Suse, Bartolomeo Giuliano étudie sous Carlo Arienti et Carlo Felice Biserna à l'Accademia Albertina, Turin, où il devient professeur d'honneur et à l'Accademia di Belle Arti di Brera, à Milan. 
Il est mort le 12 avril 1909 à Milan.